# Asnæs Sogn
Asnæs Sogn ist eine Kirchspielsgemeinde (dän.: Sogn) auf der dänischen Insel Seeland.
Bis 1970 gehörte sie zur Harde Ods Herred im damaligen Holbæk Amt, danach zur Dragsholm Kommune im Vestsjællands Amt, die wiederum im Zuge der Kommunalreform zum 1. Januar 2007 in der Odsherred Kommune in der Region Sjælland aufgegangen ist.
Im Kirchspiel leben 4134 Einwohner, davon 3109 im Kirchdorf (Stand: 1. Januar 2023).

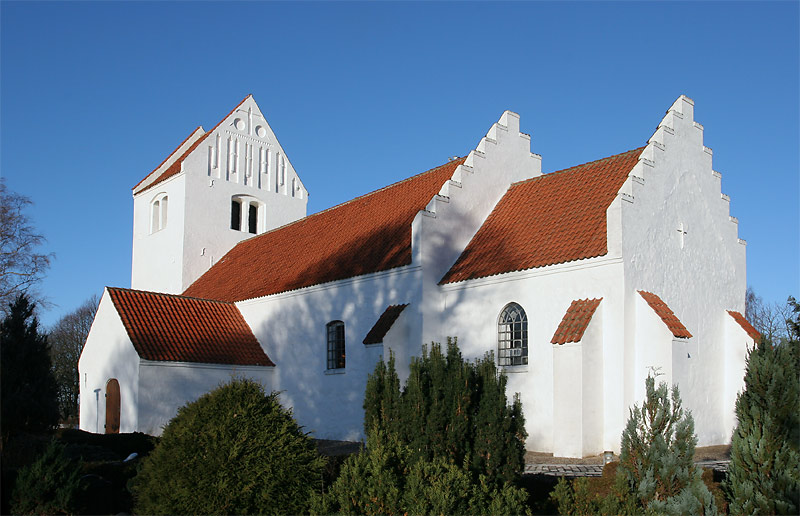
Asnæs Kirke mit Staffelgiebeln

Im Kirchspiel liegt die Kirche „Asnæs Kirke“.
Nachbargemeinden sind im Nordosten Vig Sogn, im Südosten Grevinge Sogn, im Südwesten Hørve Sogn und im Westen Fårevejle Sogn.